# Championnat de Bulgarie de football 1972-1973
Navigation
Saison précédente Saison suivante
La saison 1972-1973 du Championnat de Bulgarie de football était la 49e édition du championnat de première division en Bulgarie. Les dix-huit meilleurs clubs du pays se retrouvent au sein d'une poule unique, la Vissha Professionnal Football League, où ils s'affrontent deux fois, à domicile et à l'extérieur. À la fin de la saison, les deux derniers du classement sont relégués et remplacés par les deux meilleurs clubs de deuxième division.
C'est le CSKA Septemvriysko zname Sofia, double tenant du titre, qui remporte à nouveau le titre national cette saison en terminant en tête du classement, avec 8 points d'avance sur le duo Lokomotiv Plovdiv-PFC Slavia Sofia. C'est le 17e titre de champion de Bulgarie du CSKA, qui réalise même le doublé en battant le Beroe Stara Zagora en finale de la Coupe de Bulgarie.
Un scandale de matchs truqués assombrit la fin du championnat; deux matchs sont annulés et deux équipes sont rétrogradés en deuxième division : Dunav Ruse et Chernomorets Burgas. En conséquence, il n'y aura que 16 clubs en Vissha PFL la saison prochaine.

## Les 18 clubs participants
| - Levski-Spartak Sofia - CSKA Septemvriysko zname Sofia - PFK Spartak Pleven - Lokomotiv Plovdiv - Nikolay Laskov Yambol - PFC Slavia Sofia - Chernomorets Burgas - Beroe Stara Zagora - Lokomotiv Sofia | - Dunav Ruse - Tcherno More Varna - Panayot Volov - Promu de D2 - FK Pernik - Promu de D2 - Trakia Plovdiv - Botev Vratsa - Akademik Sofia - Etar Veliko Tarnovo - ZhSK-Spartak Varna |

## Compétition

### Classement
Le barème utilisé pour établir le classement est le suivant :
- Victoire : 2 points
- Match nul : 1 point
- Défaite : 0 point

| Rang | Équipe                             | Pts | J  | G  | N  | P  | Bp | Bc | Diff |
| ---- | ---------------------------------- | --- | -- | -- | -- | -- | -- | -- | ---- |
| 1    | CSKA Septemvriysko zname Sofia T C | 51  | 34 | 22 | 7  | 5  | 80 | 40 | +40  |
| 2    | Lokomotiv Plovdiv                  | 43  | 34 | 18 | 7  | 9  | 62 | 38 | +24  |
| 3    | PFC Slavia Sofia                   | 43  | 33 | 16 | 11 | 6  | 55 | 33 | +22  |
| 4    | Levski-Spartak Sofia               | 40  | 34 | 15 | 10 | 9  | 62 | 37 | +25  |
| 5    | Akademik Sofia                     | 38  | 34 | 15 | 8  | 11 | 61 | 43 | +18  |
| 6    | Dunav Ruse                         | 37  | 34 | 14 | 9  | 11 | 42 | 41 | +1   |
| 7    | Lokomotiv Sofia                    | 37  | 34 | 14 | 9  | 11 | 44 | 44 | 0    |
| 8    | Botev Vratsa                       | 33  | 34 | 13 | 7  | 14 | 48 | 55 | -7   |
| 9    | Trakia Plovdiv                     | 32  | 34 | 12 | 8  | 14 | 44 | 44 | 0    |
| 10   | Tcherno More Varna                 | 32  | 34 | 12 | 8  | 14 | 51 | 54 | -3   |
| 11   | PFC Spartak Pleven                 | 31  | 33 | 13 | 5  | 15 | 46 | 51 | -5   |
| 12   | Chernomorets Burgas                | 31  | 34 | 12 | 7  | 15 | 35 | 44 | -9   |
| 13   | Beroe Stara Zagora                 | 30  | 34 | 12 | 6  | 16 | 50 | 47 | +3   |
| 14   | FK Pernik P                        | 30  | 34 | 8  | 14 | 12 | 35 | 54 | -19  |
| 15   | ZhSK-Spartak Varna                 | 29  | 33 | 10 | 9  | 14 | 34 | 49 | -15  |
| 16   | FC Etar Veliko Tarnovo             | 28  | 34 | 7  | 14 | 13 | 37 | 49 | -12  |
| 17   | Nikolay Laskov Yambol              | 25  | 33 | 9  | 7  | 17 | 37 | 55 | -18  |
| 18   | Panayot Volov P                    | 18  | 34 | 6  | 6  | 22 | 25 | 70 | -45  |

|  | Qualification pour la Coupe des clubs champions 1973-1974                                |
|  | Qualification pour la Coupe des Coupes 1973-1974                                         |
|  | Qualification pour la Coupe UEFA 1973-1974                                               |
|  | Relégation en deuxième division                                                          |
|  | T : Tenant du titre C : Vainqueur de la Coupe de Bulgarie P : Promu de deuxième division |

## Bilan de la saison
| Championnat de Bulgarie de football 1972-1973 |                                            |
| Champion                                      | CSKA Septemvriysko zname Sofia (17e titre) |
| Coupes et trophées                            |                                            |
| Vainqueur de la Coupe de Bulgarie 1972-1973   | CSKA Septemvriysko zname Sofia             |
| Qualifications continentales                  |                                            |
| Coupe des clubs champions 1973-1974           | CSKA Septemvriysko zname Sofia             |
| Coupe des Coupes 1973-1974                    | Beroe Stara Zagora                         |
| Coupe UEFA 1973-1974                          | PFC Slavia Sofia                           |
| Coupe UEFA 1973-1974                          | Lokomotiv Plovdiv                          |
| Promotions et relégations                     |                                            |
| Promus en Vissha PFL                          | Pirin Blagoevgrad                          |
| Promus en Vissha PFL                          | Yantra Gabrovo                             |
| Relégués en B PFL                             | Chernomorets Burgas                        |
| Relégués en B PFL                             | Dunav Ruse                                 |
| Relégués en B PFL                             | Nikolay Laskov Yambol                      |
| Relégués en B PFL                             | Panayot Volov                              |